# Шехреке-Нехаль-ве-Безр
Шехреке-Нехаль-ве-Безр ( شهرك اصلاح وتهيه نهال وبذر‎) — посёлок на севере Ирана, в остане Альборз. Входит в состав шахрестана Кередж. Является частью дехестана (сельского округа) Мохаммедабад бахша Меркези.

## География
Посёлок находится в юго-восточной части Альборза, к югу от хребта Эльбурс, на расстоянии примерно одного километра к югу от Кереджа, административного центра провинции. Абсолютная высота — 1276 метров над уровнем моря.

## Население
По данным переписи 2006 года население посёлка составляло 2832 человека (1475 мужчин и 1357 женщин). В Шехреке-Нехаль-ве-Безре насчитывалось 785 домохозяйств. Уровень грамотности населения составлял 88,03 %. Уровень грамотности среди мужчин составлял 88,61 %, среди женщин — 87,4 %.